# Скотт, Джери
Джери Скотт (англ. Gery Scott, Diana Whitburn, Diana Fischer, Diana Diamond; 5 октября 1923, Бомбей — 14 декабря 2005, Канберра) — джазовая и кабаретная артистка и педагог.

## Биография
Известная в основном британской аудитории, во второй половине Второй мировой войны она стала также известной вне Соединённого Королевства, — в Восточной Европе, включая Советский Союз. Джери стала первым Западным джазовым музыкантом посетившим с гастролями СССР, продав там 3 миллиона записей в 1961 году. Будучи в СССР, Джери исполнила «How High the Moon» (Как высоко луна) в Киевской опере в её концерте, который совпал с запуском в 1961-м первого человеческого полёта — Юрия Гагарина в космос. Во время её гастролей в СССР, её продюсером был Пинкус Абрамович Фалик, директор Черновицкой филармонии, который являлся одним из первых продюсеров Софии Ротару.

## Смерть
У Джери Скотт в сентябре 2005 года был диагностирован рак лёгких. 14 декабря 2005 года она умерла в хосписе в столице Австралии — Канберре на 83-м году жизни.